# 祁烽
祁烽（1920年3月—2015年9月1日），男，广东东莞人，中华人民共和国政治人物，曾任新华社香港分社副社长，广东省政协副主席，第五、六届全国政协委员。

## 生平
1932年9月考入东莞县立中学。1938年2月加入中国共产党，任中共东莞中学支部书记。1938年7月高中毕业，入东莞博物图书馆当图书管理员。1938年10月参加东莞抗日模范壮丁队。1939年3月任东江华侨回乡服务团东宝队副队长、中共支部书记，中共大朗区委组织委员。在东莞清溪、塘厦、谢岗、黎村、樟木头一带地区，发展党的组织，动员青年群众参加抗日游击队。1941年1月至5月，任中共莞太区委书记。1941年6月至1942年初，调任中共东莞水乡区区委书记。1942年7月任中共东莞一线前线县委委员、宣传部长。1942年9月考入广东大学中文系读书，为中共东莞县委派驻广州特派员，在广州沦陷区秘密从事抗日工作。
1945年8月至1949年10月，历任中共路西县委组织部部长、江南地委副特派员、人民解放军江南支队副政治委员、中共江南地委副书记、中国人民解放军粤赣湘边纵队东江第一支队副政治委员、东莞县军事管制委员会主任等职。
中华人民共和国成立初期，任沙深宝（沙头角、深圳、宝安）军管会主任、沙深宝边界工作委员会书记兼宝安县委书记、珠江地委委员、广东省边防第三团政治委员等职。1953年任中共中央华南分局统战部第四处处长。1955年1月华南分局撤销，改任中共广东省委统战部处长、副秘书长。1956年调任新华社香港分社副社长（任职29年）、代理社长（1956年直至梁威林上任）。1985年至1990年，任广东省政协副主席。是第五、第六届全国政协委员。